# 育沛
育沛是中国传说的一种奇怪水生生物，据说佩戴它的皮毛,肚子不会生蛊(gǔ)胀病。记载于《山海經·南山經》，「育沛」也是琥珀的古稱,佩戴它可無疾病。

## 原文
《山海经》丽麂(jī)之水出焉，而西流注于海，其中多育沛，佩之无瘕(jiǎ)疾。
《石雅》琥珀之名自當以育沛爲嚆矢或郎最初出育沛後稱琥珀

## 参看
- 中国妖怪列表